# 纤枝野丁香
纤枝野丁香（学名：Leptodermis schneideri）为茜草科野丁香属下的一个种。

## 扩展阅读
- 維基物種上的相關：纤枝野丁香